# 第二章・くちづけ
「㐧二章・くちづけ」（だいにしょう・くちづけ）は、1980年10月25日に発売された柏原よしえの3枚目のシングル。発売元はフィリップス・レコード。

## 概要
初発時のタイトルでは「㐧」（「第」の略字）であったが、後に「第」へと改められている。
作詞・作曲は沢田研二の「時の過ぎゆくままに」（後に柏原が自身のアルバム『encore』収録でカバーした）、「勝手にしやがれ」などのヒット曲を生み出した、阿久悠・大野克夫のゴールデンコンビが担当した。
柏原は本楽曲を、1980年デビュー新人賞レースの各音楽番組で披露することが多かった。なお、オリコンチャートの最高位は49位と初めて50位以内にランク、同チャートにおけるシングル売上は4.5万枚を記録した。公称シングル売上は15万枚を記録。
興和の医薬「コルゲンコーワトローチ」のコマーシャルソング。

## 収録曲
- 全曲作詞：阿久悠

1. 㐧二章・くちづけ (3分33秒)
作曲：大野克夫／編曲：後藤次利
2. レディ直前 (2分48秒)
作曲：網倉一也／編曲：飛沢宏元